# Kleine saamische Schriften
Die Kleinen saamischen Schriften wurden 2008 von Michael Rießler und Elisabeth Scheller an der Humboldt-Universität zu Berlin gegründet, um mehrsprachige und interdisziplinär angelegte Beiträge zu den Sprachen, Literaturen und Kulturen in Sápmi zu veröffentlichen. Die Schriftenreihe wurde 2014 nach nur zwei erschienenen Titeln eingestellt und erscheint seitdem unter neuer Herausgeberschaft als Samica.

## Geschichte und Profil
Die Designerin Anne-Christin Jyrch gestaltete die Ausstattung der Reihe; als Satzschrift wurde Charis SIL verwendet. Die verlegerische Tätigkeit hatte rein wissenschaftliche und keine wirtschaftlichen Ziele.
Band 1 (deutsch "Erzählungen des Alten Lazar") enthält die von Nina Afanassjewa gesammelten Geschichten des samischen Lehrers Lazar Dmitriewitsch Jakowlew (1918–1993) aus Lowosero auf Kildinsamisch und sollte den Unterricht dieser vom Aussterben bedrohten Sprache unterstützen. Band 2 (deutsch "Gedichte und Poeme über das Samenland") ist der zweite veröffentlichte Gedichtband des skoltsamischen Schriftstellers und Dichters Askold Baschanow. Das Buch, das neben der russischen Originalfassung zum ersten Mal auch eine englische Übersetzung von Bazhanows Dichtung präsentiert, kam v. a. durch Elisabeth Schellers persönlichen Einsatz und ihre Arbeit mit dem  Lektorat des Buches zustande.

## Bände
1. Лазарь Д. Яковлев: Ла̄зэр ка̄ллса моаййнас : Кырьйха лӣ Е̄льцэ Нӣна. Übersetzt von Naomi Caffee. Hrsg.: Нина Е. Афанасьева, Михаэль Рисслер (= Kleine saamische Schriften. Band 1). 1. Auflage. Nordeuropa-Institut der Humboldt-Universität zu Berlin, Berlin 2008, ISBN 978-3-932406-91-1 (kildinsamisch, 38 S.).
2. Аскольд Бажанов: Стихи и поэмы о саамском крае = Verses & poems on the Saami land. Übersetzt von Naomi Caffee (= Kleine saamische Schriften. Band 2). 1. Auflage. Nordeuropa-Institut der Humboldt-Universität zu Berlin, Berlin 2009, ISBN 978-3-932406-92-8 (russisch, 206 S., zweisprachiger Paralleltext).